# Асијат
Асијат, раније Егедесминде (гренл. Aasiaat и дан. Egedesminde) је град у општини Касуитсуп. Са 3.102 становника према попису из 2013. године, четврти је град по величини данске територије Гренланд. Основан је 1759. године.

## Географија
Највеће острво у архипелагу Асијат је Сакарлиуп Нуна. Оно је стално ненасељено, али има објекте за смештај туриста. На западу је напуштено село Манермиут. Према попису из 2013. године у архипелагу постоје три стално насељена места:
- Град Асијат (3.142 становника), налази се на истоименом острву, северозападно од Сакарлиуп Нуна.

- Село Акунак (98 становника), налази се на истоименом острву, североисточно од Сакарлиуп Нуна, а 23 км североисточно од Асијата.

- Село Китсисуарсуит (87 становника), налази се на истоименом острву, 21 км северозападно од Асијата.

Још једна напуштено село је Вестер Ејланд на истоименом острву, 29 км југозападно од Асијата.

## Историја
Археолошка истраживања показала су трагове људског постојања још пре пет хиљада година. Насеље које ће постати Асијат је основао 1759. године Нилс Егеде, син норвешког мисионара Ханс Егедеа. Назван је Егедесминде и налазио се око 125 км јужно од тренутне локације Асијата. Град је пресељен на садашњу локацију 1763. године. Већина сељана су се бавила китоловом. Мале богиње су опустошиле популацију села седамдесетих година осамнаестог века.
Пораст у броју становника уследио је почетком 20. века. Дана 3. маја 1940. године у Годхавну је потписан споразум који је омогућавао Антихитлеровској коалицији да користи ваздушни простор Гренланда, Исланда и Шкотске. Када је Данска у априлу 1940. године пала под контролом нацистичке Немачке, није могла више слободно да шаље намирнице до Гренланда. Овај задатак је сада био у надлежности САД и Канаде. Храна је достављена у Асијату где је било складиште, а касније се пребацивала у Уманак, Сисимјут и друге градове.
Американци су 1942. године направили метеоролошку станицу. Даљи развој је уследио педесетих година када је направљена електрана и телекомуникациона станица. Године 1998. је отворена писта за слетање (претходно је постојао само хелиодром). У граду постоји фабрика за обраду шкампи.

## Демографија
Са 3.102 становника према попису из 2013. године, Асијат је други по величини град у општини Касуитсуп. Становништво је значајно варирало током последње две деценије. Број становника је смањен за 3% у односу на 2001. годину, али је повећан више од 10% у односу на 2008. годину.

## Едукација и економија
Асијат има основну школу (Gammeqarfik), вишу школу, стручну школу (Piarersarfik) и школу за децу са инвалидитетом (Ado Lyngep Atuarfia).
Риболов, бродоградња и туризам су главне активности. Туристима се нуде током целе године активности као што су: кајак, планинарење, посматрање китова и скијашко трчање.

## Саобраћај
Луком управља компанија Royal Arctic Line која трајектима повезује насеља на западној обали. Лука је регионални центар за шпедицију. Аеродром Асијат повезује град са Илусатом и другим насељима. Главни аеродром за регион налази се Кангерлусуак где је чвориште Ер Гренланда. Ер Исланд повремено организује чартер летове којим долазе туристи.